# Atlético Madrid
Club Atlético de Madrid, S.A.D., običajno imenovan Atlético de Madrid v angleščini ali preprosto kot Atlético, Atléti, ali Atleti, je španski profesionalni nogometni klub s sedežem v Madridu, ki igra v La Ligi. Klub svoje tekme igra na stadionu Wanda Metropolitano, ki ima kapaciteto 68.456. 
Po številu naslovov je Atlético Madrid tretji najuspešnejši klub v španskem nogometu, takoj za Real Madridom in Barcelono. Do sedaj je enajstkrat osvojil La Ligo in Copo del Rey, dvakrat Španski superpokal, enkrat Copo Presidente FEF in enkrat Pokal Eva Duarte. Leta 1962 so zmagali v pokalu zmagovalcev evropskega pokala, kjer so bili drugouvrščeni leta 1963 in 1986. Bili so tudi drugouvrščeni v UEFA Ligi prvakov v letih 1974, 2014 in 2016. V letih 2010, 2012 in 2018 je osvojil Evropsko ligo. Osvojili so UEFA Superpokal v letih 2010, 2012 in 2018 ter Interkontinentalni pokal v letu 1974.
Atléticov domači komplet so rdeče-bele navpične črtasto majice, modre hlače ter modre in rdeče nogavice. Ta kombinacija se uporablja od leta 1911. Skozi zgodovino je bil klub znan po številnih vzdevkih, vključno z Los Colchoneros ("Delavci Vzmetnic"), zaradi njihove prve ekipe črte so enake barve kot tradicionalne vzmetnice. V 70. letih so postali znani kot Los Indios,kar nekateri pripisujejo klubskemu podpisovanju več južnoameriških igralcev po odpravi omejitev podpisa tujih igralcev. Obstajajo pa številne alternativne teorije, ki trdijo, da so bile tako imenovane, ker je njihov stadion "taboril" na bregu reke, ali zato, ker je bil Los Indios (Indijanci) tradicionalni sovražnik Los Blancos (Belih), ki je vzdevek mestnih rivalov kluba Real Madrid. Filip VI., sedanji kralj Španije, je bil častni predsednik kluba od leta 2003. Klub je bil solastnik kluba Atlético de Kolkata iz Kolkate do leta 2017, ki igra v Indijski Super Ligi, in je v prvi sezoni tekmovanja leta 2014 osvojil naslov.
Klub igra domače tekme na Wanda Metropolitano , ki sprejme do 68.456 gledalcev. Ekipa igra v rdečih majicah z belimi navpičnimi črtami, z modrimi hlačami in rdečimi nogavicami. Takšna kombinacija je uporabljena že od leta 1911. Trenutni opremljevalec kluba je Nike, glavni sponzor pa Plus500.

## Zgodovina
Klub je bil ustanovljen 26. aprila 1903, kot Athletic Club de Madrid s strani treh baskovskih študentov, ki so živeli v Madridu. Ti ustanovitelji so videli nov klub kot mladinsko podružnico Athletic Bilbao. Prvi predsednik kluba je bil Enrique Allende.
V tistem času so nekateri španski klubi, tudi Athletic Bilbao in Atletico Madrid, nogometno opremo radi kupovali v Angliji. Do leta 1911 so uporabljali predvsem modro-bele drese, kot jih je uporabljalo moštvo Blackburn Rovers. Ko se je Juanito Elorduy, nekdanji igralec in član upravnega odbora Athletic Madrid zadolžen za nakup dresov obeh ekip, odpravil leta 1911 v Anglijo, je naletel na prazne police. Ker se ni hotel vrniti praznih rok, se je odločil za nakup dresov Southamptona. Bili so v prepoznavni rdeče-beli kombinaciji, po kateri svet pomni Athletic in Atletico še danes. Takrat se je rodila legenda o rdeče-belih, o znamenitih Los Rojiblancos.
Leta 1921 je Athletic Madrid postal neodvisen od kluba Athletic Bilbao. V okviru tega projekta je družba leta 1923 zgradila svoj prvi stadion, imenovan Estadio Metropolitano de Madrid s kapaciteto 35.800 sedežev. Stadion Metropolitano je bil v uporabi do leta 1966, ko so se preselili na novi stadion Vicente Calderón. 
Leta 1939 se je Athletic združil z Aviación Nacional Zaragoza, ki je bila ustanovljena s strani članov španske vojske ter tako postal Athletic Aviación de Madrid. Zaradi prepovedi uporabe tujega imena, ki ga je leta 1941 izdal Francisco Franco, klub postane Atlético Aviacion de Madrid. Leta 1947 se klub odloči, da opusti vojaško združenje iz svojega imena in se preimenuje na sedanje ime Club Atlético de Madrid.
17. maja 2014 si je na stadionu Camp Nou proti Barceloni z rezultatom 1:1 Atletico zagotovil naslov La Lige, njihovega prvega po 1996. To je bil prvi naslov po sezoni 2003/04, ki ga ni osvojila Barcelona ali Real Madrid. Teden kasneje se je Atlético soočil z mestnimi tekmeci Real Madridom, v finalu Lige Prvakov, prvič po letu 1974. Drugače pa je bil to tudi prvi finale, ki se je igral med dvema ekipama iz istega mesta. V prvem polčasu so vodili po zadetku Diega Godína in vodili do tretje minute dodatka drugega polčasa, ko je Sergio Ramos zadel z glavo iz podaje s kota. Tekma je potem šla v podaljške, kjer je Real na koncu zmagal s 4:1. Atlético se je po treh sezonah v sezoni 2015/16 ponovno spopadel z Real Madridom in izgubil po enajstmetrovkah. Rezultat je bil vse do konca podaljškov 1:1, potem pa so izgubili 5:3 po zgrešeni enajstmetrovki Juanfrana. V 2018 so v finalu Lige Evropa premagali Marseille s 3:0 na Stade de Lyonu v Lyonu. To je bila tudi zadnja tekma dolgoletnega kapetana Gabija. Par mesecev kasneje je Atlético osvojil še en UEFA Superpokal, ko je premagal Real Madrid s 4:2 na stadionu Lilleküla v Talinu.

## Rivalstvo

### Madridski derbi
Real Madrid in Atlético Madrid sta kluba s podobnimi identitetami in različnimi usodami. Medtem ko je Real Madrid igral na Santiago Bernabéu, ki se ponosno dviga na Paseo de la Castellana v premožni Chamartín soseski, je Atlético igral na zdajšnjem nekdanjem stadionu, manj glamuroznem Vicente Calderónu, ki je stal v središču Južnega Madrida 1,8 km od centra mesta v delovni soseski Barrio Arganzuela. Za Atlético Madrid je značilen sentimiento de rebeldía, občutek upora, čeprav je bil v zgodnjih Francisco Franco letih Atlético tisti, ki je bil prednostna ekipa režima. Bili so povezani z vojaškim letalom (preimenovanim v Atlético Aviación), dokler se v 50. letih 20. stoletja niso premaknile preference režima proti Real Madridu.

#### Medsebojne tekme
Posodobljeno: 19. januar 2021
| Zmage Real Madrid     | 105 |
| Remiji                | 50  |
| Zmage Atlético Madrid | 53  |
| Goli Real Madrid      | 349 |
| Goli Atlético Madrid  | 268 |
| Skupaj tekem          | 208 |

## Najpomembnejši dosežki

### Domača tekmovanja
La Liga 
 * Zmagovalci (11): 1939–40, 1940–41, 1949–50, 1950–51, 1965–66, 1969–70, 1972–73, 1976–77, 1995–96, 2013–14, 2020–21
 * Drugouvrščeni (8): 1943-44, 1957–58, 1960–61, 1962–63, 1964–65, 1973–74, 1984–85, 1990–91
Kraljevi pokal 
 * Zmagovalci (10): 1959–60, 1960–61, 1964–65, 1971–72, 1975–76, 1984–85, 1990–91, 1991–92, 1995–96, 2012–13 
 * Finalisti (9) 1921, 1926, 1956, 1963-64, 1974-75, 1986-87, 1998-99, 1999-00, 2009-10
Superpokal Španije: 
 * Zmagovalci (2): 1985, 2014 
 * Finalisti (4): 1991, 1992, 1996, 2013

### Evropska tekmovanja
Liga prvakov 
 * Finalisti (3): 1973–74, 2013–14, 2015–16
Evropska liga 
 * Zmagovalci (2): 2009–10, 2011–12
Evropski superpokal 
 * Zmagovalci (2): 2010, 2012

## Stadion
Do leta 2017 je klub igral domače tekme na stadionu Vicente Calderón v južnem Madridu z kapaciteto 54.990. Pred tem je klub igral prvotno na stadionu Rondi de Vallecas do leta 1923. Po zgradbi Stadiona Metropolitano de Madrid leta 1923 se je klub preselil tja, dokler leta 1966 ni bil končan Stadion Vicente Calderón.  
Klub sedaj igra na novem stadionu Wanda Metropolitano, s kapaciteto 68.000. Wanda Metropolitano je obstajal že prej in je bil vključen v kandidaturo Madrida za gostovanje poletnih olimpijskih iger 2016. Njihov prejšnji stadion Vicente Calderón je bil porušen julija 2020, na tem mestu pa je bil zgrajen park ob morju na bregu reke Manzanares v Madridu. Septembra 2017 je prenovljeni metropolitanski stadion gostil svojo prvo domačo tekmo proti Malagi CF, katere se je udeležil tudi španski kralj Felipe VI. Prvi gol na stadionu pa je dosegel Antoine Griezmann. 

### Igrišče za trening
Klubsko igrišče za trening se imenuje Ciudad Deportiva Atlético de Madrid v Majadahondi, okoli 20 km zahodno od Madrida. Objekt ima igrišča s travo, umetno travo in tudi notranjo telovadnico. Tako kot članska ekipa tudi mlajše selekcije trenirajo v klubskih objektih. 

### Akademija
Atlético vodi svojo akademijo v Ciudad Deportiva del Nuevo Cerro del Espino v Majadahondi. Drugače pa ima tudi po svetu akademije kot npr. v Bukarešti v Romuniji, ki je njihova prva v Evropi. Njihovo pakistansko akademijo je klub napovedal oktobra 2018. Akademija ima sedež v Lahoreju in je prva evropska nogometna akademija v Pakistanu. Aprila 2019 je klub začel "Football School Program". Oktobra 2019 je v Lahoreju začel iskati talente primerne za akademijo. V februarju leta 2020 je Pakistanska nogometna zveza objavila klube, ki bojo igrali v njihovi nogometni ligi v sezoni 2020-21, v kateri je bil vključen tudi Atletico Madrid Lahore in sicer v skupino C in je bil Amaterski pakistanski nogometni klub. Prva tekma kluba je bila proti Hazari Coal, kjer je Atletico Lahore zmagal z 2:0.

## Klubsko osebje
| Position                       | Staff                    |
| ------------------------------ | ------------------------ |
| Trener                         | Diego Simeone            |
| Pomočnik trenerja              | Nelson Vivas             |
| Trener vratarjev               | Pablo Vercellone         |
| Kondicijski trener             | Oscar Ortega             |
| Fizioterapevti                 | Iván Ortega              |
| Fizioterapevti                 | Jesús Vázquez            |
| Fizioterapevti                 | Esteban Arévalo          |
| Fizioterapevti                 | David Loras              |
| Fizioterapevti                 | Felipe Iglesias Arroyo   |
| Rehabilitacijski fizoterapevti | Óscar Pitillas           |
| Rehabilitacijski fizoterapevti | Alfredo Jarodich         |
| Delegat                        | Pedro Pablo Matesanz     |
| Vodja zdravstvenega oddelka    | José María Villalón      |
| Klubski zdravnik               | Gorka de Abajo           |
| Zdravnik                       | Óscar Luis Celada        |
| Tehnična ekipa                 | Cristian Bautista        |
| Tehnična ekipa                 | Dimcho Pilichev          |
| Tehnična ekipa                 | Fernando Sánchez Ramírez |
| Tehnična ekipa                 | Mario Serrano            |

| Position                  | Staff                  |
| ------------------------- | ---------------------- |
| Predsednik                | Enrique Cerezo         |
| Direktor                  | Miguel Ángel Gil Marín |
| Športni direktor          | José Luis Caminero     |
| Vodja nogometnega oddelka | Pedro Pablo Matesanz   |

## Proizvajalci dresov in sponzorji
| Obdobje           | Proizvajalec dresov | Sponzorji na dresu                                  |
| ----------------- | ------------------- | --------------------------------------------------- |
| 1980–1986         | Meyba               | Noben                                               |
| 1986–1989         | Puma                | Noben                                               |
| 1989–1990         | Puma                | Mita                                                |
| 1990–1993         | Puma                | Marbella                                            |
| 1993–1994         | Puma                | Antena 3                                            |
| 1994–1996         | Puma                | Marbella                                            |
| 1996–1997         | Puma                | Bandai/Tamagotchi                                   |
| 1997–1998         | Puma                | Marbella                                            |
| 1998–1999         | Reebok              | Marbella                                            |
| 1999–2000         | Reebok              | Noben                                               |
| 2000–2001         | Reebok              | Idea                                                |
| 2001–2002         | Nike                | Idea                                                |
| 2002–2003         | Nike                | Century                                             |
| 2003–2005         | Nike                | Columbia Pictures**                                 |
| 2005–2011         | Nike                | KIA                                                 |
| Marec-Maj 2012    | Nike                | Rixos Hotels (samo v ligi razen proti Real Madridu) |
| Maj–December 2012 | Nike                | Huawei                                              |
| 2012–2014         | Nike                | Azerbaijan Land of Fire                             |
| 2014–2015         | Nike                | Baku 2015                                           |
| 2015–             | Nike                | Plus500                                             |
| 2018–             | Nike                | Hyundai                                             |
| 2019–             | Nike                | Ria Money Transfer                                  |

## Rekordi igralcev
Najdražji nakup v zgodovini kluba je bil nakup portugalskega napadalca Joaoa Felixa, ki ga je klub kupil od Benfice za 120 mio €. 

### Nogometaši z največ nastopi
| #  | Ime                | Nastopi |
| -- | ------------------ | ------- |
| 1  | Adelardo Rodríguez | 553     |
| 2  | Tomás Reñones      | 483     |
| 3  | Koke*              | 476     |
| 4  | Enrique Collar     | 470     |
| 5  | Carlos Aguilera    | 456     |
| 6  | Isacio Calleja     | 421     |
| 7  | Gabi               | 417     |
| 8  | Fernando Torres    | 404     |
| 9  | Diego Godín        | 389     |
| 10 | Luis Aragonés      | 368     |

| #  | Ime                 | Zadetki |
| -- | ------------------- | ------- |
| 1  | Luis Aragonés       | 173     |
| 2  | Adrián Escudero     | 169     |
| 3  | Paco Campos         | 144     |
| 4  | José Eulogio Gárate | 135     |
| 5  | Antoine Griezmann   | 133     |
| 6  | Fernando Torres     | 129     |
| 7  | Joaquín Peiró       | 125     |
| 8  | Adelardo Rodríguez  | 113     |
| 9  | Enrique Collar      | 105     |
| 10 | José Juncosa        | 103     |